# حدث ذات مرة في أمريكا (فلم)
حدث ذات مرة في أمريكا (بالإنجليزية: Once Upon a Time in America) فيلم أمريكي هو الأخير من إخراج سرجيو ليون من بطولة روبرت دي نيرو عام 1984 إضافة لجيمس وودز كشاب غيتو يهودي نشأ في عالم نيويورك سيتي للجريمة المنظمة، ويكشف الفيلم موضوع صداقات الطفولة والحب والشهوة والجشع والخيانة والخسارة، والعلاقات المقطوعة، وظهور عصابات في المجتمع الأميركي.

## وصلات خارجية
- Fistful-of-leone.com
- Brief article and picture on a Louise Fletcher fanpage, discussing one of the deleted scenes
- مقالات تستعمل روابط فنية بلا صلة مع ويكي بيانات
- Roger Ebert's 1984 Review
- A site dedicated to the film